# 設計科学
設計科学（英: design science）とは人間の実践活動の科学化の総称である。
人間の認識活動の科学化を総称した実証科学に対置される。設計科学の中でも社会技術に相当するのは「シンボル性プログラム型の設計科学」であるといえる。ここでプログラムとは、生物的・人間的システムの内部に貯蔵され、変異と選択を通じて生成・維持・変容・消滅しながら、当該システムの内外の構造と過程を制御する一定の進化段階の記号の集合である。これは担う記号形態の進化段階に応じて、遺伝的プログラムないしDNA性プログラムに代表されるシグナル性プログラムと文化的プログラムないし言語性プログラムに代表されるシンボル性プログラムとに大別される。したがって、「シンボル性プログラム型の設計科学」は、物理・化学法則や各種の遺伝的・脳神経的プログラムに加えて各種の既存の行動プログラムや制度プログラムその他の文化的プログラムに拘束され、かつそれを利用しながら、文化的プログラムの改変や創成を目指すような、シンボル性プログラムの設計とその実現を課題としている。設計科学の領域形態は自由領域科学と命名され、地球環境科学や女性学、安全科学などを例として、社会的課題や社会的要請に応じて自由に研究領域が設定される。この自由領域科学のポテンシャルな全体集合が人工物システム科学を構成することになり、設計科学の究極的形態である。
シンボル性プログラム型の設計科学の例として、政策科学や社会工学が挙げられる。